# Ardeni
Ardeni (fra. l’Ardenne, les Ardennes, od keltskog Arduenna - uzvišenje) su niskoplaninsko i brdovita područja u zapadnoj Europi. Protežu se pravcem SI – JZ, obuhvaćajući JI Belgiju, Luksemburg, dio istoimenog departmana sjeverne Francuske te maleni dio Njemačke. Bogati su kvalitetnim ugljenom, željezom, bakrom, cinkom, olovom te mramorom. Razvijena je drvna industrija i stočarstvo.

## Reljefna obilježja
Od niskog lanca gorja Eifel, Ardeni su odvojeni linijom donjeg toka rijekā Sauer i Aachen, koja se približno poklapa s istočnim granicama Luksemburga i Belgije. Dugi su oko 200 km, od izvora rijeke Sambre do visoravni Hohe Venn, a najširi 140 km.
Ardeni predstavljaju skup visoravni i zaobljenih uzvišenja. Najviši vrh je Botrange, 694 m. Ispresjecani su dolinama rijeka s duboko urezanim koritom, naročito Meuse, Semois i Ourthe, dok se prema jugu stupnjevito spuštaju. Najviši su i najteže prohodni istočno od Liègea. Dobro su pošumljeni (hrast, bukva, breza), a ima i iskrčenih površina s bogatim pašnjacima. Ispresjecanost i pošumljenost znatno otežavaju preglednost i prohodnost područja.

## Prometna povezanost
Komunikacije i naseljenost (55 st. na km2) su slabiji u odnosu na susjedna područja. Ardene presijeca nekoliko železničkih pruga, od kojih glavne povezuju Luksemburg s Namurom i Liègeom, četiri ceste u smjeru sjever – jug, a po jedu pravcem SZ – JI (Namur – Bastogne) i SI – JZ (Liège – Hirson). U ostalim višim i pošumljenim predjelima manji je broj cesta. Na jugu Ardena je plovni Ardenski kanal (Canal des Ardennes), dug 100 km, koji spaja Meusu i Aisneu od Doncheryja do Asfelda.

## Povijest
Sklop reljefa i pošumljenosti omogućavali su napadaču prikrivenost i povoljno djelovanje kroz Ardene. U Prvom svjetskom ratu, njemačke su snage (3., 4. i 5. armija) brzo su prešle Ardene i rijeku. Meusu, okrenule se prema JZ i ušle u Francusku. Posle rata Belgija je utvrdila svoj pojas Ardena, sve do Neuse i s Albertovim kanalom, podigla je cijelovit utvrđeni pojas na istočnoj i SI granici.
U Drugom svjetskom ratu, tijekom svibnja 1940., Nijemci su glavninom snaga iznenadno preko Luksemburga prošli kroz Ardenr za tri dana (od 10. – 12. svibnja) sa 7 oklopnih i 3 motorizirane divizije izbili na srednji tok Meuse, od Dinanta do Sedana. Od 16. prosinca 1944. do 31. siječnja 1945. na području Ardena je bilo težište Njemačke operacije na Zapadnom bojištu.